# Бен Бернанке
Бен Шалом Бернанке (на английски: Ben Shalom Bernanke Презимето на Бернанке е Шалом., произнасяно /bərˈnænki/ bər-NAN-kee; роден на 13 декември 1953) е американски икономист, понастоящем председател на управителния съвет на Управлението за федерален резерв (УФР) на САЩ (Chairman of the United States Federal Reserve).
Преди това служи като федерален управител и председател на Комитета на икономическите съветници на Джордж У. Буш. През 2009 г. е посочен от списание „Тайм“ за личност на годината .
През 2022 година получава Нобелова награда за икономика, заедно с Дъглас Даймънд и Филип Дибвиг, „за изследвания на банките и финансовите кризи“.